# Jacques Manuel (réalisateur)
Pour les articles homonymes, voir Jacques Manuel.
Jacques Manuel (né le 3 septembre 1897 à Paris dans le 1er arrondissement et mort le 21 avril 1968 à Neuilly-sur-Seine) est un costumier de cinéma, monteur et réalisateur français actif dans les années 1930 et 1940.

## Filmographie

### Comme monteur
- 1938 : Terre de feu de Marcel L'Herbier
- 1939 : Terra di fuoco de Giorgio Ferroni et Marcel L'Herbier, version italienne du précédent
- 1940 : La Comédie du bonheur (Ecco la felicità) de Marcel L'Herbier

### Comme costumier
- 1927 : Le Vertige de Marcel L'Herbier
- 1928 : L'Argent de Marcel L'Herbier
- 1931 : Le Parfum de la dame en noir de Marcel L'Herbier
- 1933 : L'Épervier de Marcel L'Herbier
- 1934 : L'Aventurier de Marcel L'Herbier
- 1934 : Le Bonheur de Marcel L'Herbier
- 1935 : Veille d'armes de Marcel L'Herbier
- 1936 : Les Hommes nouveaux de Marcel L'Herbier
- 1936 : La Porte du large de Marcel L'Herbier
- 1937 : Feu ! de Jacques de Baroncelli
- 1937 : Trois, six, neuf de Raymond Rouleau
- 1937 : La Citadelle du silence de Marcel L'Herbier
- 1937 : La Dame de Malacca de Marc Allégret
- 1937 : Andere Welt de Marc Allégret et Alfred Stöger
- 1938 : Trois Valses de Ludwig Berger
- 1938 : Adrienne Lecouvreur de Marcel L'Herbier
- 1939 : L'Esclave blanche de Georg Wilhelm Pabst et Marc Sorkin
- 1939 : Jeunes Filles en détresse de Georg Wilhelm Pabst
- 1943 : Vautrin de Pierre Billon
- 1945 : Le Père Goriot de Robert Vernay
- 1946 : Le Capitan de Robert Vernay
- 1946 : La Foire aux chimères de Pierre Chenal

### Comme directeur artistique
- 1928 : Le Diable au cœur de Marcel L'Herbier

### Comme réalisateur
- 1928 : Biceps et bijoux, mettant en scène la villa Noailles
- 1948 : Une grande fille toute simple
- 1950 : Julie de Carneilhan